# Хутор (Екатеринбург)
Ху́тор — бывший посёлок в составе Чкаловского района города Екатеринбурга в Свердловской области.

## Географическое положение
Посёлок Хутор муниципального образования «города Екатеринбург» располагался в 11 километрах (по автотрассе в 13 километрах) к юго-юго-западу от центра Екатеринбурга, на правом берегу реки Патрушиха (правый приток реки Исеть), в 2 километрах к югу от бывшего центра Совхозного сельсовета посёлка Совхозный. В окрестностях посёлка, в 7 километрах расположена железнодорожная станция Уктус. Ближайшие населённые пункты — Екатеринбург, Совхозный, Полеводство.

## История
Фактически посёлок состоял из производственных зданий овощесовхоза «Свердловский», ныне ликвидирован вместе с совхозом. С 2014 года на месте бывшего посёлка ведётся строительство автомагистрали и нового жилого района «Солнечный».
9 декабря 2014 года был назначен опрос жителей по вопросу присоединения посёлка к городу Екатеринбургу. Протокол опроса был утверждён 10 марта 2015 года.
11 февраля 2016 населённый пункт был упразднён и включён в городскую черту Екатеринбурга.

## Население
По переписи 2010 года в посёлке проживал 1 человек (мужчина).
Долговременная динамика численности населения:
| н/д | н/д | н/д | н/д | н/д | н/д | н/д | 0 | 1 |